# Rudolf Forberger
Rudolf Forberger (* 13. April 1910 in Carlsfeld; † 18. Dezember 1997 in Dresden) war ein deutscher Wirtschaftshistoriker und Mitglied der Sächsischen Akademie der Wissenschaften zu Leipzig.

## Leben

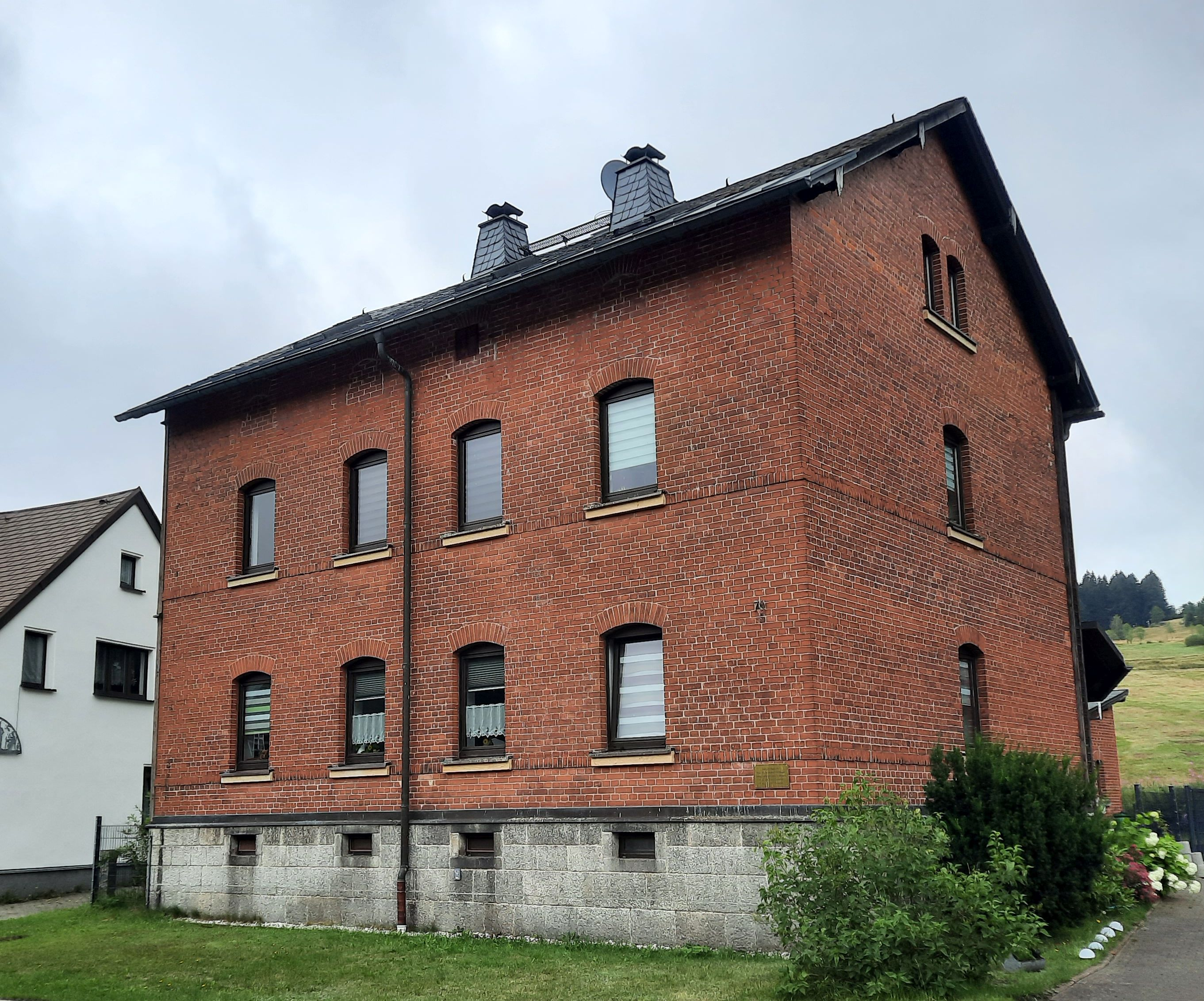
Geburtshaus von Rudolf Forberger in Carlsfeld

Der Sohn des Carlsfelder Bahnhofsvorstehers Otto Forberger und dessen Ehefrau Helena besuchte bis Ostern 1921 die Volksschulen in Carlsfeld und in Eibenstock. Bedingt durch die Versetzung seines Vaters nach Dresden wechselte Forberger im Oktober 1921 an die Oberrealschule in Dresden-Neustadt. Seine Primärschulbildung schloss er 1929 ab. Im Sommersemester 1929 begann Forberger ein Studium der Wirtschaftswissenschaften an der Technischen Hochschule Dresden, kombinierte sein Hauptfach jedoch fächerübergreifend mit der Allgemeinen Maschinenlehre, mechanischen und chemischen Technologie, Betriebswissenschaften, Fabrikorganisation sowie Krafterzeugung. Im Wintersemester 1932/33 konnte er sein Studium als Diplomvolkswirt abschließen. Anschließend war er von 1934 bis 1942 als wissenschaftlicher Mitarbeiter bei der Girozentrale Sachsen in Dresden tätig. 
Zur Thematik Die öffentliche Arbeitsvermittlung in Dresden: Rückblick auf eine hundertjährige Entwicklung promovierte Forberger 1940 an der Technischen Hochschule Dresden zum Dr. rer. pol. 1941 erhielt er einen Lehrauftrag bei der Sächsischen Gemeindeverwaltung- und Sparkassenschule Dresden und war anschließend von 1942 bis 1945 bei der Bauindustrie in Dresden angestellt. Nach dem Zweiten Weltkrieg trat er 1946 eine Stelle bei den Vereinigten Ingenieurbau-Betrieben GmbH an, für die er bis 1948 arbeitete. Ab 1949 war er Inhaber einer Aspirantur an der Technischen Hochschule Dresden, wechselte jedoch 1951 an die Humboldt-Universität in Berlin. Seine Habilitation Die Manufaktur in Sachsen vom Ende des 16. bis zum Anfang des 19. Jahrhunderts schloss er 1955 mit dem Erwerb des akademischen Grads Dr. rer. oec. habil. ab. Eine Tätigkeit am Institut für Wirtschaftsgeschichte bei der Akademie der Wissenschaften in Berlin unter der Leitung von Jürgen Kuczynski folgte. Im November 1963 wurde er als Dozent für das Fachgebiet Geschichte des Bergbaus und Hüttenwesens an die Bergakademie Freiberg berufen und 1967 schließlich zum Professor für dieses Fachgebiet ernannt. Seit 1975 war Forberger ordentliches Mitglied der Sächsischen Akademie der Wissenschaften zu Leipzig.
Infolge einer 1924 erlittenen Erkrankung an spinaler Kinderlähmung blieb sein rechter Arm vollständig gelähmt, der linke war nur teilweise mobilisiert. Seit 1952 war Forberger mit Ursula geb. Claus verheiratet. Das Ehepaar hatte zwei Söhne. Von seiner Frau erhielt er tatkräftige Unterstützung bei seiner wissenschaftlichen Tätigkeit. Der Schwerpunkt der Forschungen von Rudolf und Ursula Forberger lag auf der sächsischen Wirtschaftsgeschichte. 

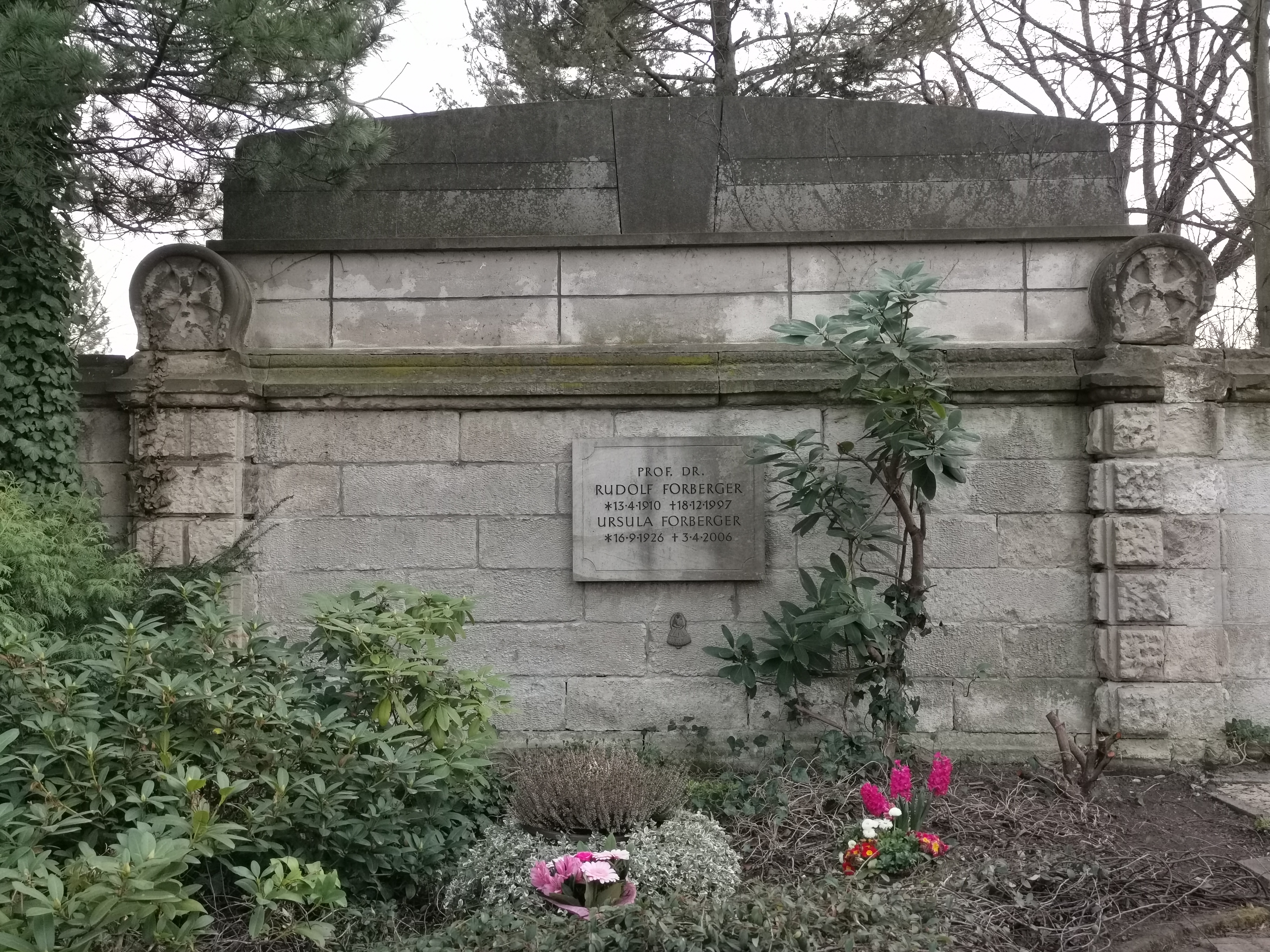
Grabstätte

Ehrenamtlich engagierte sich Forberger unter anderem in der Gesellschaft für Heimatgeschichte und in der Gesellschaft für Denkmalpflege im Kulturbund der DDR. Sein Augenmerk galt dabei der Erhaltung und Betreuung von technischen Denkmälern. Er gehörte dem Redaktionsbeirat der Sächsischen Heimatblätter an. Forberger verstarb 1997 in Dresden und wurde auf dem Striesener Friedhof beigesetzt.

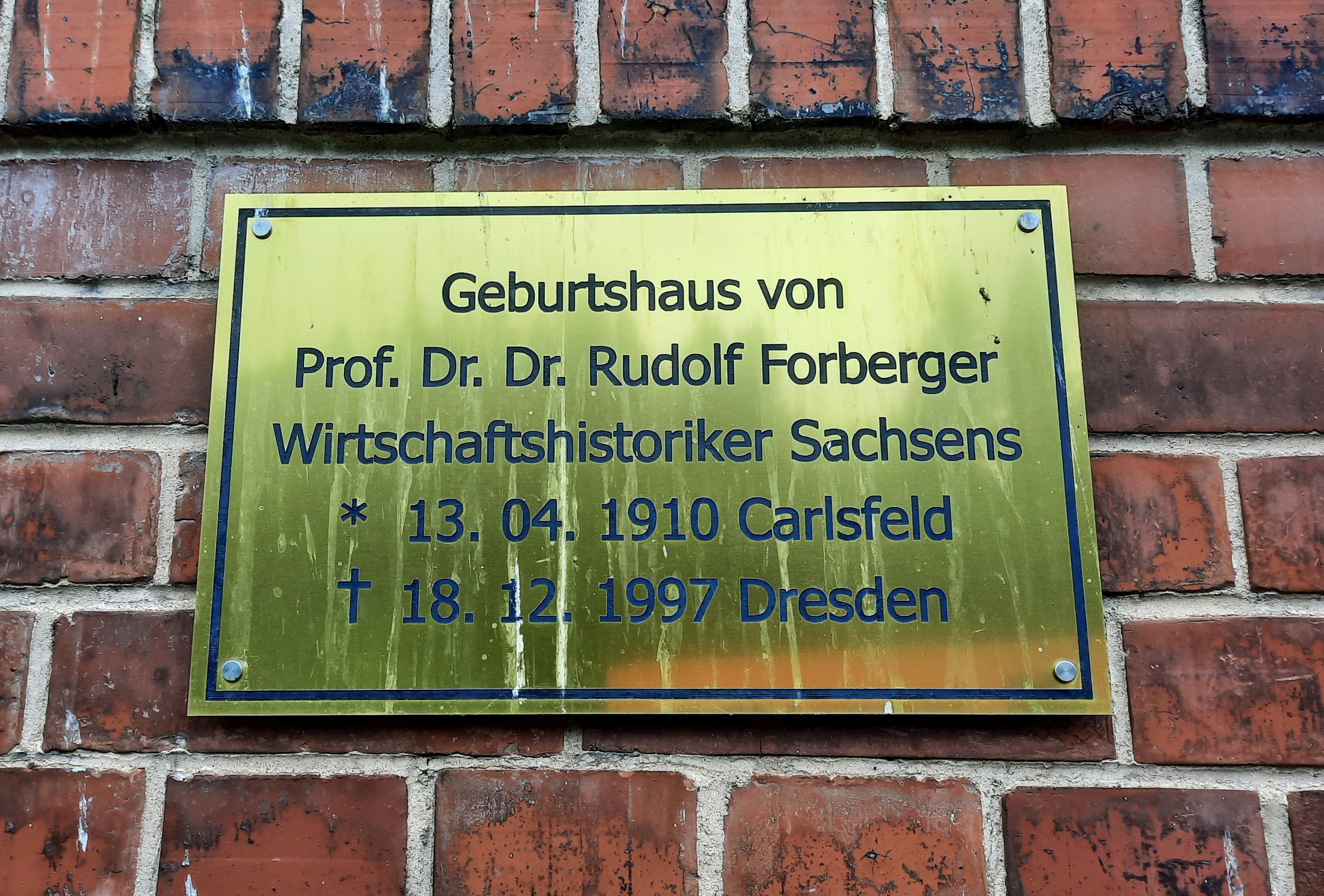
Plakette am Geburtshaus von Rudolf Forberger in Carlsfeld

## Ehrungen
Am Geburtshaus Forbergers, dem sogenannten „Bahnhaus“ in Carlsfeld (⊙), wurde am 18. Dezember 2010 durch den „Förderverein Geschichte Carlsfeld“ eine Gedenktafel angebracht.

## Wissenschaftlicher Nachlass
Sein wissenschaftlicher Nachlass im Umfang von etwa 4 lfm wurde im Juli 2004 von Forbergers Witwe Ursula dem Hauptstaatsarchiv Dresden übergeben. Darunter befinden sich Briefe, Positive und Negative, Manuskripte, Urkunden, Bücher, Sonderdrucke und wissenschaftliche Ausarbeitungen sowohl von Rudolf als auch von Ursula Forberger.

## Werke (Auswahl)
- Die öffentliche Arbeitsvermittlung in Dresden. Dresden 1940
- Die Manufaktur in Sachsen vom Ende des 16. bis zum Anfang des 19. Jahrhunderts. Berlin, Akademie-Verlag, 1958
- Industrielle Revolution in Sachsen 1800–1861. Berlin, Akademie-Verlag, 1982, Band 1/2,
- Vom Künstlerisch Gestalteten Hartporzellan Böttgers zum Technischen Porzellan im 19. Jahrhundert. Sitzungsberichte der Sächsischen Akademie der Wissenschaften zu Leipzig. Philosophisch-historische Klasse Band 125, Heft 4. Berlin, Akademie-Verlag, 1985.